# Pareustroma fissisignis
Pareustroma fissisignis là một loài bướm đêm trong họ Geometridae.